# Naturdenkmal Los Volcanes de Teneguía
Koordinaten: 28° 28′ 0,4″ N, 17° 51′ 8,8″ W
Das Naturdenkmal Los Volcanes de Teneguía (Vulkane von Teneguía) liegt in der Gemeinde Fuencaliente auf der Kanarischen Insel La Palma.

## Schutzzweck

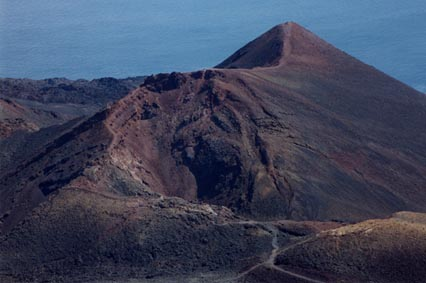
Vulkan Teneguía

Das Gebiet wurde im Jahr 1987 als Teil des Naturparks Cumbre Vieja y Teneguía unter Schutz gestellt und im Jahr 1994 von diesem abgetrennt. Es hat eine Größe von etwa 857 Hektar.
Schutzzweck ist die Erhaltung der Vulkankegel und Lavaströme des Vulkan Teneguía einschließlich dort lebender endemischer Lebewesen wie dem Ohrwurm Anataelia lavicola.

### Salinen von Fuencaliente

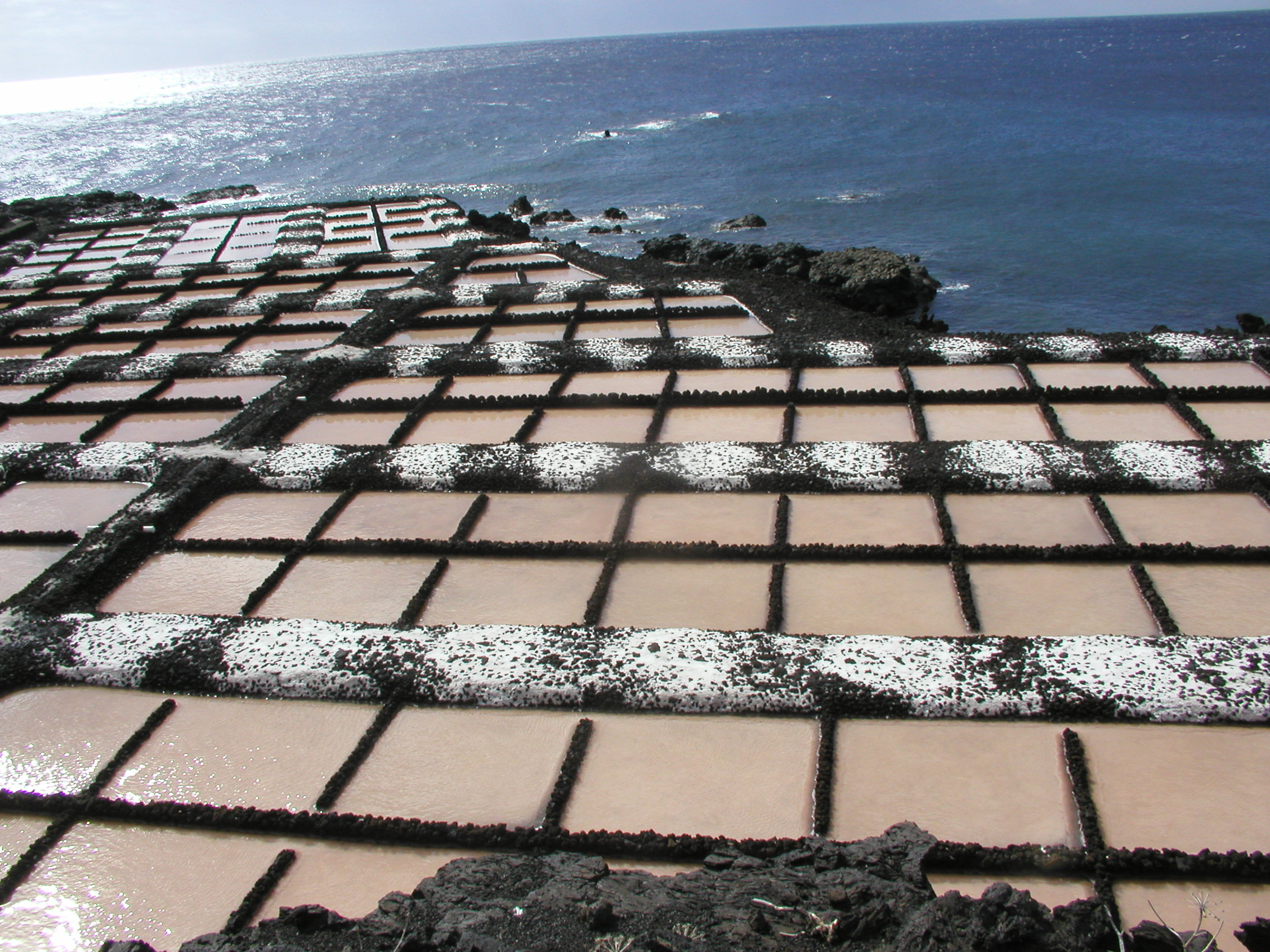
Salinen von Fuencaliente

Innerhalb des Naturdenkmals liegen, direkt neben dem Leuchtturm Faro de Fuencaliente, die Salinen von Fuencaliente (Las Salinas de Fuencaliente), ein Gebiet von wissenschaftlicher Bedeutung mit einer Größe von etwa 7 Hektar . Dieses bietet einer Reihe von geschützten und bedrohten Vogelarten (Watvögel und Zugvögel) Lebensraum.
Das dortige Besucherzentrum (mit Bar und Restaurant) informiert über die beiden Schutzgebiete. Die Salinen selbst werden zudem als Wirtschaftsbetrieb zur Gewinnung von Meersalz und Salzblume (Flor de Sal) genutzt.

## Angrenzende Schutzgebiete
Meeresseitig wird das Schutzgebiet vom Natura-2000-Meeresschutzgebiet Franja Marina de Fuencaliente (Küstenstreifen von Fuencaliente) umgeben.